# Johan Meijer
Johannes (Johan) Meijer (Zwolle, 5 april 1885 – Laren, 29 april 1970) was een Nederlands kunstschilder. Hij woonde tot 1912 in Amsterdam, tot 1925 op het Zandgat 906 in Laren en vervolgens in villa Le Paradou aan de Heideweg 5 in Blaricum. Hij was getrouwd met Alberta Johanna Smetz. Meijer studeerde aan de School voor Kunstnijverheid (Amsterdam) en volgde drie jaar (1907-1910) de avondklas van de Rijksakademie van beeldende kunsten te Amsterdam. Johan Meijer was onder meer leerling van Arnold Marc Gorter. Zeven jaar lang was hij Gorters' assistent. Daarna studeerde hij verder in Parijs. Meijers’ stijl was sterk beïnvloed door zijn leermeester Gorter. Hij schilderde voornamelijk landschappen in neo-impressionistische trant.
In zijn periode in Blaricum koos hij vooral de Gooiersgracht als onderwerp. In allerlei weersomstandigheden legde hij de bomen en water vast. Hij had een voorkeur voor berkenbomen en knotwilgen.
Johan Meijer gaf les aan Wilbrandus Joannes Koppius en Alberta Johanna Smetz.
Johan Meijer was lid van Arti et Amicitiae, Sint Lucas te Amsterdam, de Vereeniging van Beeldende Kunstenaars Laren-Blaricum en de Nederlandse Kunstkring. Hij exposeerde o.a. op de tentoonstelling Onze kunst van heden in 1939 in het Rijksmuseum.

## Werken
- Beek in het najaar, olieverf op doek, 45 x 85 cm
- Berk op heide, olieverf op doek, 50 x 80 cm  (vernietigd tijdens brand, 2013)
- Bloeiende Brem, 44 x 85 cm
- Heidelandschap (met hoge berk aan de linker kant en bos op de achtergrond), olieverf op doek, 40 x 50 cm
- Bosgezicht in de herfst
- Heidegezicht bij Blaricum, olieverf op doek, 50 x 80 cm
- Heidelandschap (met bos op achtergrond), 58 x 40 cm
- Herfst
- Herfst in Blaricum, olieverf op doek
- Herfstmorgen aan de Gooiersgracht bij Laren, olieverf op doek, 60 x 100 cm
- Konijn, olieverf op panel, 13 x 18 cm
- Landschap, Gouache op papier, 75 x 53 cm
- Landschap in het Gooi, ets, 29 x 25,5 cm
- Meertje en weiland met twee koeien, olieverf op doek, 50 x 90 cm
- Namiddagzon
- Nevelige herfstmorgen aan de Gooiergracht, 44 x 85 cm
- Nevelstemming
- Ochtendnevel, olieverf op linnen, 50 x 70 cm
- Pont Marie te Parijs, pastel, 24 x 34 cm
- Rivierlandschap, olieverf op doek
- Trekpaard, pastel, 21 x15 cm
- Zonnige winterdag bij Blaricum
- Winter in Blaricum, kleurenets, 28 x 33 cm
- Winteravond, 25 x 44 cm
- Winterlandschap, 75 x 50 cm
- Winterlandschap, olieverf op doek, 61 x 100 cm
- Winterlandschap bij Blaricum, olieverf op linnen, 60 x 100 cm
- Winterlandschap met uitzicht op Blaricum, olieverf op linnen, 45 x 85 cm
- Winterlandschap van met bomen omzoomde landweg en sloot, olieverf op doek, 50 x 75 cm
- Winterzon, olieverf op doek, 40 x 80